# Zaqueu de Jerusalém
Zaqueu de Jerusalém foi o bispo de Jerusalém entre 113 e 116 d.C. Ele é lembrado por Eusébio de Cesareia (265-340), bispo de Cesareia Palestina e historiador da origem da Igreja, que, na sua "História Eclesiástica", enumera o nome dos primeiros quatro bispos de Jerusalém e cita Tiago, o Justo, Simeão, Justo e São Zaqueu. É citado por vários hagiógrafos, inclusive por Cesare Barônio no século XVI. 